# Agave caribaeicola
Agave caribaeicola ist eine Pflanzenart aus der Gattung der Agaven (Agave).

## Beschreibung

### Vegetative Merkmale
Agave caribaeicola wächst mit einzelnen Rosetten. Ihre glänzenden grünen, auf der Unterseite sehr leicht glauken, lanzettlichen, aufsteigenden Laubblätter sind gebogen und verdreht. Sie sind ziemlich allmählich und stark konkav zugespitzt. Die Blattspreite ist 100 bis 200 Zentimeter lang und 15 Zentimeter breit. Der Blattrand ist gerade. An ihm befinden sich 1 bis 3 Millimeter lange Randzähne, die etwa 5 Zentimeter voneinander entfernt stehen. Die schmal dreieckigen Randzähne sind rot bis kastanienbraun. Unterhalb der Spreitenmitte sind sie doppelt so lang und zurückgebogen. Der glatte Enddorn ist konisch und gefurcht oder besitzt einwärts gebogene Ränder. Er ist zurückgebogen und trägt ein aufgesetztes Spitzchen oder weist eine länglich konische, einwärts gebogene, hellbraune, basale Verdickung auf. Der Enddorn ist 15 bis 25 Millimeter lang. Er ist fast schwarz, ziemlich matt, herablaufend und auf der Rückseite in das grüne Blattgewebe eingefügt.

### Blütenstände und Blüten
Der „rispige“ Blütenstand erreicht eine Länge von 3 bis 5 Meter. Der Blütenstand trägt Bulbillen und offenbar nie Früchte. Die Blüten sind etwa 60 Millimeter lang. Ihre Perigonblätter sind goldgelb. Ihre Zipfel weisen eine Länge von 18 bis 20 Millimeter auf. Die Blütenröhre ist offen konisch und 8 Millimeter lang.

## Systematik und Verbreitung
Agave caribaeicola ist auf den zu den Kleinen Antillen gehörenden Inseln Dominica, Martinique, St. Lucia, St. Vincent, Grenadinen und Grenada verbreitet.
Die Erstbeschreibung durch William Trelease wurde 1913 veröffentlicht.

## Nachweise